# والتر بينغهام
والتر بينغهام (بالإنجليزية: Walter Bingham)‏ هو صحفي رياضي أمريكي، ولد في 27 أغسطس 1930 في إيست أورانج في الولايات المتحدة.